# Diane Neal
Diane Neal (Alexandria, 17 novembre 1975) è un'attrice statunitense.
È nota per la partecipazione alla serie televisiva Law & Order - Unità vittime speciali, in cui ha interpretato il ruolo di Casey Novak, sostituto procuratore distrettuale.

## Biografia
Diane Neal è la più giovane di tre sorelle. La famiglia di Diane si spostò nel Colorado quand'ancora lei era giovane. Dopo il liceo frequentò una scuola da infermiera, ma l'abbandonò per intraprendere una carriera di attrice e modella. Diane ha studiato archeologia in Israele e in Egitto ed è stata pattinatrice sul ghiaccio.
Nel 1999 ha debuttato in televisione con un episodio di Law & Order - Unità vittime speciali e, in seguito, è diventata parte fissa del cast dal 2001 al 2012 nel ruolo della procuratrice Casey Novak, grazie al quale ha ottenuto il suo successo. Ha continuato poi, nel 2003, con il film dell'orrore Dracula II: Ascension.

### Vita privata
Il 9 luglio 2005 Diane ha sposato il modello irlandese Marcus Fitzgerald, con cui era fidanzata da 7 anni, in una cerimonia nella Repubblica Dominicana. Neal e Fitzgerald divorziarono nel 2014..

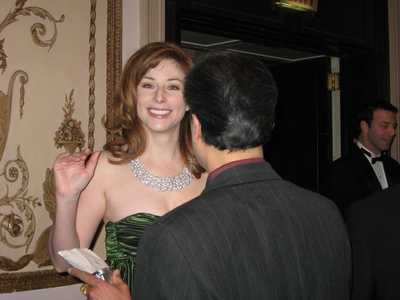
Neal nel 2008

Neal ebbe successivamente una relazione con il mago JB Benn. La relazione terminò astiosamente e nel novembre 2019 Neal divenne la querelante in una causa in cui ella mosse delle accuse contro Benn che comprendevano frode e furto d'identità, e sostenne che Benn l'aveva sottoposta ad abusi fisici e sessuali. Benn negò le accuse e rilasciò una registrazione audio nella quale si può sentire Neal redarguire Benn e formulare contro di lui minacce, compresa quella di uccidere il cane di Benn come ritorsione per aver tagliato la gola al suo barboncino. Pare che Benn abbia molestato Neal per parecchi anni e violato l'ordinanza restrittiva rilasciata nei suoi confronti.
Nel 2013, Neal rimase coinvolta in un incidente automobilistico con fratture alla colonna vertebrale. Nell'annunciare nel 2018 la sua candidatura al Congresso, Neal affermò che il lungo periodo di recupero dalle sue ferite le aveva provocato la sospensione della carriera.

## Filmografia parziale

### Cinema
- Dracula II: Ascension, regia di Patrick Lussier (2003)
- Second Born, regia di Jevon Roush (2003)
- Dracula III - Il testamento (Dracula III: Legacy), regia di Patrick Lussier (2005)
- Mr. Jones, regia di Karl Mueller (2013)

### Televisione
- Law & Order - Unità vittime speciali (Law & Order: Special Victims Unit) - serie TV, 113 episodi (2001-2012)
- Ed - serie TV, episodio 1x15 (2001)
- Law & Order - Il verdetto (Law & Order: Trial by Jury) - serie TV, episodio 1x11 (2005)
- 30 Rock - serie TV, episodio 3x05 (2008)
- White Collar - serie TV, episodio 1x13 (2010)
- Il mio finto fidanzato (My Fake Fiancé), regia di Gil Junger - film TV (2009)
- NCIS - Unità anticrimine (NCIS) - serie TV, 6 episodi (2010-2014)
- Suits - serie TV, 3 episodi (2012-2014)
- Power - serie TV, 4 episodi (2014)
- NCIS: New Orleans - serie TV, 3 episodi (2015)
- The Following - serie TV, 4 episodi (2015)
- Blue Bloods - serie TV, episodio 6x09 (2015)

## Doppiatrici italiane
Nelle versioni in italiano delle opere in cui ha recitato, Diane Neal è stata doppiata da:
- Paola Majano in Law & Order - Unità vittime speciali, Law & Order - Il verdetto, Mr. Jones
- Francesca Fiorentini in Dracula II - Ascension, Il mio finto fidanzato, Blue Bloods
- Laura Boccanera in NCIS - Unità Anticrimine, NCIS - New Orleans
- Sabrina Duranti in Law & Order - Unità vittime speciali (ep. 3x10)
- Tiziana Avarista in White Collar
- Anna Cugini in Power
- Alessandra Korompay in The Following